# フェルト

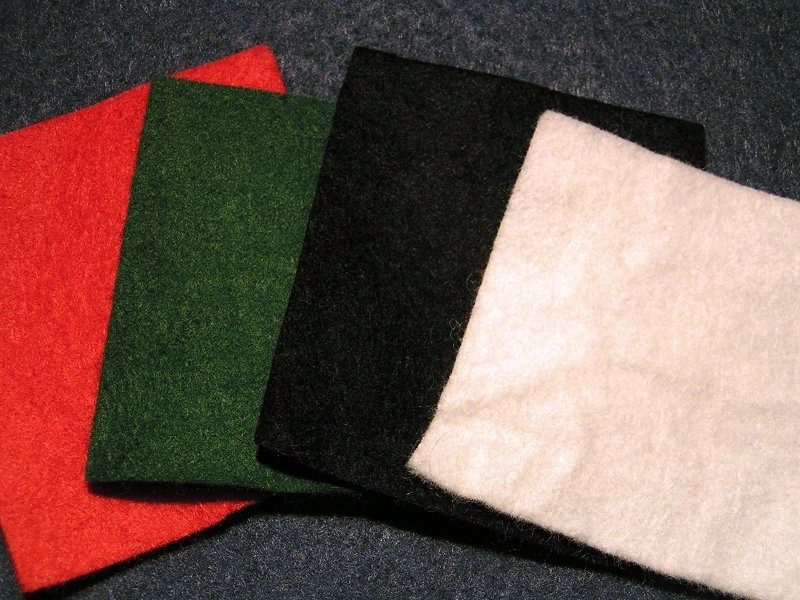
着色加工されたフェルトのシート

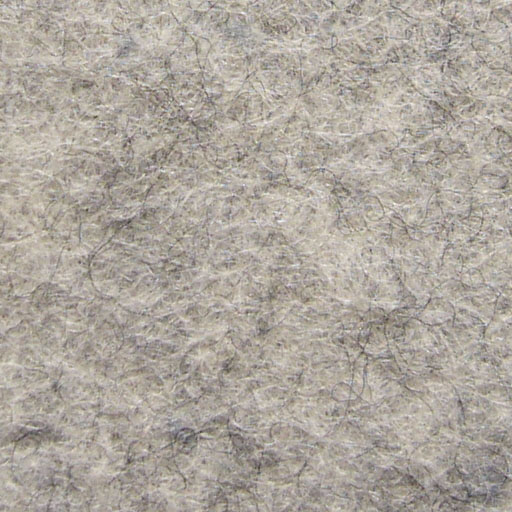
フェルトの表面を拡大したところ

フェルト（felt）とは、ヒツジやラクダなどの動物の毛を圧縮してシート状にした繊維品の総称。不織布。フエルトとも表記する。化学繊維を使った製品もある。

## 概要
哺乳類の体毛の表面は、ウロコ状のキューティクルで覆われている。そのため、熱や圧力、振動を加えることでキューティクルが互いに噛み合い、絡み合って離れなくなる性質がある。この現象を縮絨（しゅくじゅう）あるいはフェルト化と呼ぶが、水、特に石鹸水のようなアルカリ性の水溶液を獣毛に含ませるとキューティクルが開いて互いに噛み合いやすくなり、縮絨はより促進される。この性質を利用して獣毛を広げて石鹸水などを含ませて圧力をかけ、揉んだり巻いて転がしたりすることでフェルトが作られる。
性質としては、引っ張りや摩擦に対する抵抗力は比較的弱いが、断熱、保温、クッション性に優れている点が挙げられる。用途としては、多くの産業用や工業製品、服飾製品・絨毯・カーペットなど、幅広い分野で用いられている。ピアノのハンマーのカバーも代表的なフェルト製品である。また芸術分野では、フェルト彫刻にも使用されている。
いったん毛織物に織ったものを通常のフェルト（圧縮フェルト）状になるまで縮絨したものを織フェルトと呼び、これは圧縮フェルトに比べて、引っ張りや摩擦に比較的抵抗力がある。

## 歴史
古代から作られていたと考えられ、考古学的な最古の遺物はアルタイ地方のパジリク古墳群の古墳のひとつから出土した紀元前5世紀-紀元前4世紀のもので、鞍覆いや帽子、靴下などに加工されている。
北アジア、中央アジア、西アジアの遊牧民のテントはモンゴルのゲルに代表されるように、フェルトで作られているものが多い。またテント内の敷物も、絨毯と並んでフェルトで作ることが多い。家畜に衣食住の多くを依存する遊牧民の「住」の部分を保証する技術が、正にフェルトであると言える。

## モンゴルの伝統的製法
フェルト製作には、羊毛の山をよくしなる杖で念入りに叩いて膨らませる。繊維には粗なうろこ状の結節があるので、叩くうちにもつれ合い、やがて軽い屑綿のようになる。これを50cm位の厚さにして筵の上に広げ、乳漿を散布する。
この敷物の両側に男女数人ずつが向かい合って並び、両側から一本の棒杭を芯にして捲いたり戻したりしながら、筵ともども固く巻き込む。これが終わると、馬毛の編索でぐるぐると縛り上げ、さらに両端にはしっかりと綱をかける。これを一人もしくは二人の騎手がひきずりつつ原野を走り回るのであるが、このときには好んで元気のよい種牡馬が用いられる。
一時間ほどすると、筵をほどいて女たちが新しいフェルトの表面を毛でこすって滑らかにし、再び乳漿をふりかけ、捲き込んで馬に引かせる。この作業を四、五回反復した後、フェルトだけを固く捲いてそのまま乾燥させれば、風雨に耐える堅牢な製品に仕上がる。
フェルトは用途に応じて大小厚薄自由に作られるが、帳幕の覆いにするものは最も厚いものを用いる。古くなるほど締まって雨水を通さなくなるといわれる。

## 毛氈（もうせん）

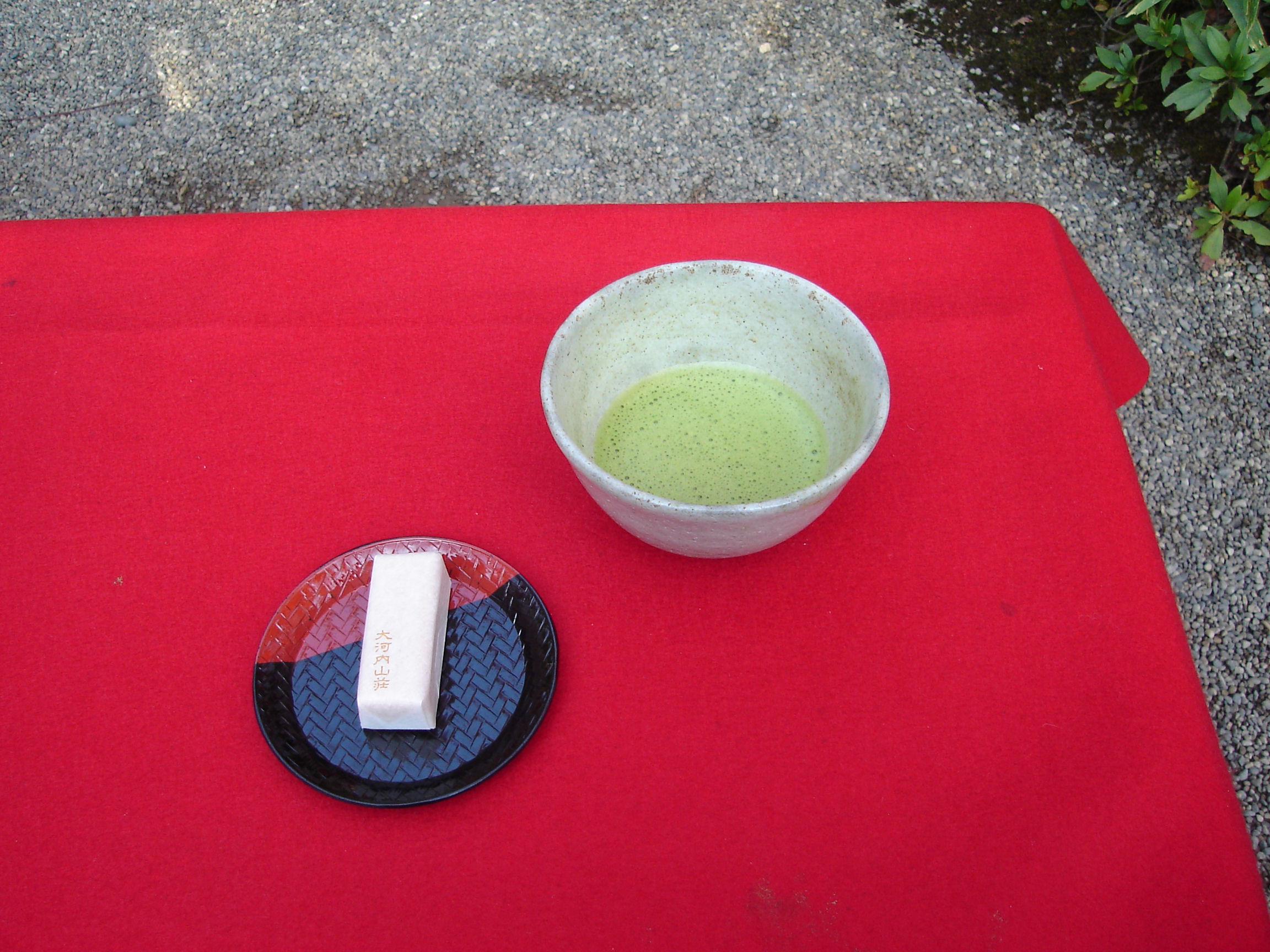
緋毛氈

現存する日本最古のフェルトは、正倉院所蔵の毛氈（もうせん）である。奈良時代に新羅を通じてもたらされたとされる。近世以後は羅紗・羅背板なども含めて「毛氈」と呼ばれるようになるが、中国や朝鮮半島のみならず、ヨーロッパからも大量の毛氈が輸入され、江戸時代後期には富裕層を中心とした庶民生活にも用いられるようになった。現在でも、畳大の大きさに揃えられた赤い毛氈は緋毛氈（ひもうせん）と呼ばれ、茶道の茶席や寺院の廊下などに、和風カーペットとして用いられている。

## 工業製品としてのフェルト
工業製品としては帽子や敷物、履物、緩衝材、吸音材、断熱材、自動車の内装材に利用されている。フェルトは紡績（ぼうせき）織布などの工程を省いてシート状に加工できることから、低コストで生産できる製品である。